# Gregorio Adam Dalmau

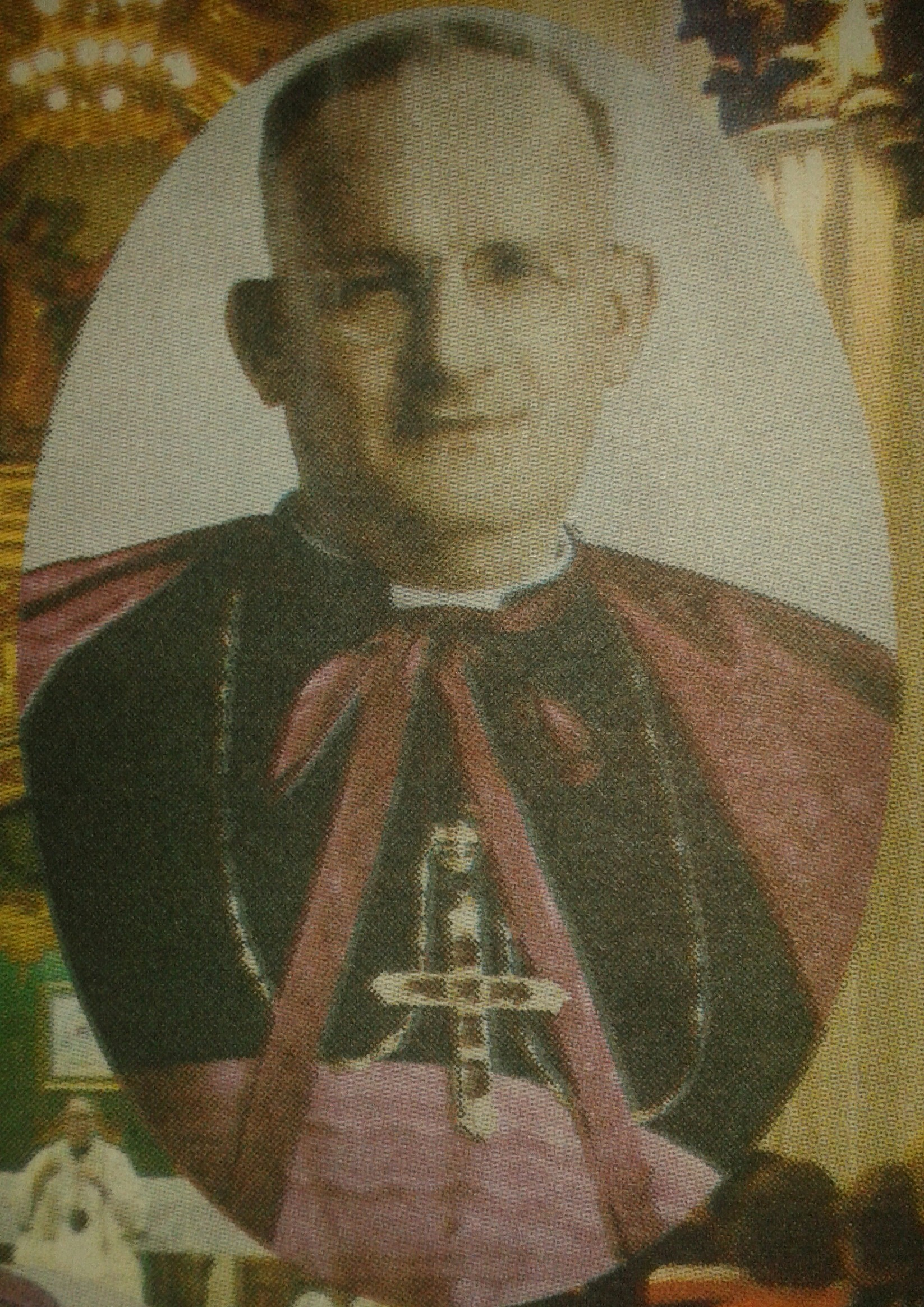
Gregorio Adam Dalmau

Gregorio Adam Dalmau (* 27. November 1893 in Valencia; † 12. Juli 1961) war ein venezolanischer römisch-katholischer Geistlicher und Bischof von Valencia en Venezuela.

## Leben
Gregorio Adam Dalmau empfing am 23. Dezember 1916 das Sakrament der Priesterweihe für das Bistum Valencia en Venezuela.
Am 29. August 1937 ernannte ihn Papst Pius XI. zum Bischof von Valencia en Venezuela. Der Apostolische Nuntius in Venezuela, Erzbischof Luigi Centoz, spendete ihm am 31. Oktober desselben Jahres die Bischofsweihe; Mitkonsekratoren waren der Bischof von Calabozo, Arturo Celestino Álvarez, und der Bischof von Coro, Lucas Guillermo Castillo Hernández.